# سهل البقيعة
سهل البقيعة ثالث السهول في فلسطين من حيث مساحته، يقع سهل البقيعة إلى الشرق من بلدة طمون ويمتد إلى نهر الأردن كما تسيطر المستوطنات الإسرائيلية على حوالي 70% من أراضيه، كما تعود ملكيته إلى أهالي طمون الذين أنشأوا فيه خربة عاطوف للتصدي للزحف الاستعماري المتواصل إلى اتجاه بلدة طمون ويلتهم اراضي المزارعين الفلسطينيين كما تعد زراعة القمح من أهم المزروعات في سهل البقيعة.